# Radio Ga Ga
"Radio Ga Ga" er en sang fra 1984 af det britiske rockband Queen, skrevet af Roger Taylor. Sangen blev udsendt som single sammen med "I Go Crazy" af Brian May på B-siden. "Radio Ga Ga" er med på albummet The Works. Desuden er nummeret med på bandets opsamlingsalbum, Greatest Hits II og på Classic Queen.